# Trifón
San Trifón (Trypho) (Lámpsaco, 232 – Nicea, 2 de febrero de 250) fue un joven cristiano que sufrió martirio durante las persecuciones de Decio (249-251). Es venerado como santo por todas las confesiones. San Trifón continua celebrándose el 1 de febrero. Para la Iglesia ortodoxa forma parte de los santos anárgiros.

## Biografía
Según la tradición, San Trifón nació en Campsada, Frigia, hoy Turquía, y de pequeño se hizo cargo de un grupo de gansos. De hecho, su nombre deriva del griego τρυφη (tryphe) que significa "delicado". Consiguió la fama como sanador, especialmente con animales, y es considerado uno de los Santos Anárgicos, particularmente invocado en las granjas.
Durante las persecuciones de Decio fue apresado en Nicea alrededor del 250 y fue horriblemente torturado. Fue decapitado con una espada después de haber convertido al prefecto Licio. 
Sus reliquias fueron enterradas inicialmente en su ciudad natal de Campsada. Posteriormente, fueron trasladas a Constantinopla, y luego a Roma. Su festividad se celebra el 1 febrero en el calendario ortodoxo y romano.
Es ampliamente venerado en la iglesia oriental ortodoxa en la que es el patrón de los jardineros y los viticultores. Muchas iglesias está dedicadas a él, y el emperador bizantino  León VI el Sabio (f. 912) entregó un eulgoio en honor al santo. Es el santo protector de Kotor en Montenegro, y uno de los santos de Moscú. En los iconos rusos del santo, a menudo se le ve con un halcón, una referencia al milagro atribuido a su intercesiones. Sus creyentes le dan poderes para luchar contra las invasiones de roedores y langostas, según aparece en la Gran Eucoologio.